# Federația de Fotbal a Gabonului
Federația de Fotbal a Gabonului (franceză Fédération Gabonaise de Football, FEGAFOOT)  este forul ce guvernează fotbalul în Gabon. Se ocupă de organizarea echipei naționale și a campionatului.